# Abas Ermenji
Abas Ermenji vagy ritkábban Abaz Ermenji (Ermenj, 1913. december 12. – ?, 2003. március 10.) albán politikus, történész. Albánia 1939. áprilisi olasz megszállását követően kapcsolódott be az ellenállási mozgalomba, majd 1941-ben csatlakozott a nacionalista Nemzeti Fronthoz (Balli Kombëtar) mint annak vezetőségi tagja. A kommunisták hatalomátvételét követően külföldre szökött, az emigráns albánság egyik politikai vezetője volt. 1991-ben hazatért, és a Nemzeti Frontpárt elnöke lett.

## Életútja
Skrapar vidékén, Ermenj faluban született egy évvel Albánia függetlenségének elnyerése után. Tanulmányait Beratban és Shkodrában végezte, majd 1934-től 1938-ig a párizsi Sorbonne Egyetemen hallgatott történettudományt. 1938-ban hazatért, és a korçai líceumban helyezkedett el történelemtanárként, ahol a későbbi kommunista állampárti vezető, Enver Hoxha is kollégája volt.
Albánia 1939. áprilisi olasz megszállását követően Görögországban emigráns albánokból szervezett fegyveres ellenálló alakulatot. Egyik szervezője volt az 1939. november 28-án, az albán függetlenség huszonhetedik évfordulóján lezajlott korçai tüntetéseknek. 1939 decemberében az olasz hatóságok letartóztatták és Ventotene szigetére internálták, ahol szoros kapcsolatot ápolt a szintén internált Gani és Said Kryeziuval, valamint Llazar Fundóval. 1941-es szabadulását követően hazatért, és csatlakozott a Midhat Frashëri vezette nacionalista ellenállási mozgalomhoz, a Nemzeti Fronthoz (Balli Kombëtar), annak vezetőségi tagja lett. A Nemzeti Front berati parancsnokaként bekapcsolódott szűkebb pátriája fegyveres harcaiba, részt vett Berat 1943. nyári felszabadításában. Harcos antikommunistaként a Nemzeti Front politikájában 1942 után beálló antikommunista fordulat egyik fő hangadója volt. 1943 szeptemberétől Berat és Fier környékén maga is összecsapott a Nemzeti Felszabadítási Mozgalom partizánjaival. 1944 szeptemberében a Nemzeti Front kevés megmaradt alakulatainak egyikét, a kétszáz gerillából álló Skënder Muço zászlóaljat parancsnokolta, s több német katonai konvojt megtámadott a tirana–shkodrai úton.
Az 1944. novemberi kommunista hatalomátvételt követően két évig az albán hegyvidéken bujdosott, amikor 1946-ban sikeresen átszökött a görög határon. A kommunista Hoxha-kormány a második legveszélyesebb háborús bűnösként tartotta számon. 1947-ig Görögországban élt, majd Párizsba emigrált. 1949 júliusában részt vett a Midhat Frashëri elnökletével megalakult Szabad Albánia Nemzeti Bizottság, az emigráns albánok fő politikai szervezetének megalapításában, és a testület Abaz Kupi vezette katonai tanácsának alelnöke lett. 1954 augusztusától a Szabad Albánia Nemzeti Bizottság párizsi irodájának vezetője volt. Az emigrációban történeti kutatásokkal is foglalkozott, 1968-ban Párizsban jelent meg tanulmánya Kasztrióta György albán fejedelemről (Vendi që zë Skënderbeu në historinë e Shqipërisë, ’Szkander bég helye Albánia történelmében’).
A rendszerváltást követően, 1991-ben visszatért Albániába és megalapította a Nemzeti Frontpártot (Partia Balli Kombëtar), amelynek az 1990-es évek végéig vezetője volt. Az 1996. évi nemzetgyűlési választáson pártja 5%-ot szerzett és két parlamenti mandátumot nyert el.